# Balaam
Balaam a. Bileam, syn Beora (hebr. ‏בִּלְעָם‎) – postać biblijna ze Starego Testamentu, prorok błogosławiący naród wybrany.

## Historia biblijna
Historia Balaama, syna Beora, została opisana w Księdze Liczb. Był on prorokiem z Mezopotamii, którego Balak, król Moabu, poprosił, by przeklął Izraelitów w czasie ich wędrówki po pustyni. Pokonali oni właśnie Amorytów i Balak obawiał się, że przyszła kolej na jego kraj. Początkowo Balaam odmówił spotkania się z królem (z rozkazu Bożego), lecz za drugim razem wyraził zgodę. Po drodze anioł Boga zatrzymał jego oślicę i nakazał mu powiedzieć tylko to, co kazał Bóg. Zamiast przekląć Izraelitów, pobłogosławił im trzy razy (Lb rozdz. 22 i 23).
Później próbował sprowadzić na Izraelitów zgubę i zyskać w ten sposób obiecaną nagrodę za namówienie ich do kultu Baala. Został zabity w czasie ataku Izraelitów na Midianitów (Lb 31, 8).

## Proroctwo dotyczące Mesjasza
Według Orygenesa mieszkańcy Mezopotamii posiadali stare zapiski z przepowiedniami Balaama. Jedna z nich, zanotowana przez Mojżesza, miała dotyczyć Mesjasza. Orygenes wyjaśnia, że dzięki tej przepowiedni magowie zaobserwowali gwiazdę, którą powiązali z narodzinami Jezusa, przybywając do Betlejem.   

## Inskrypcja
Prorok o tym samym imieniu, prawdopodobnie tożsamy z biblijnym, wspomniany jest w inskrypcji z Dajr Alla.